# 9071 Куденберге
9071 Куденберге (9071 Coudenberghe) — астероїд головного поясу, відкритий 19 липня 1993 року.
Тіссеранів параметр щодо Юпітера — 3,264.